# Etagnières
Etagnières es una comuna suiza del cantón de Vaud, situada en el distrito de Gros-de-Vaud. Limita al nortes con las comunas de Bioley-Orjulaz y Assens, al este con Morrens, al sur con Cheseaux-sur-Lausanne, y al oeste con Boussens. 
La comuna formó parte hasta el 31 de diciembre de 2007 del distrito de Echallens, círculo de Echallens.

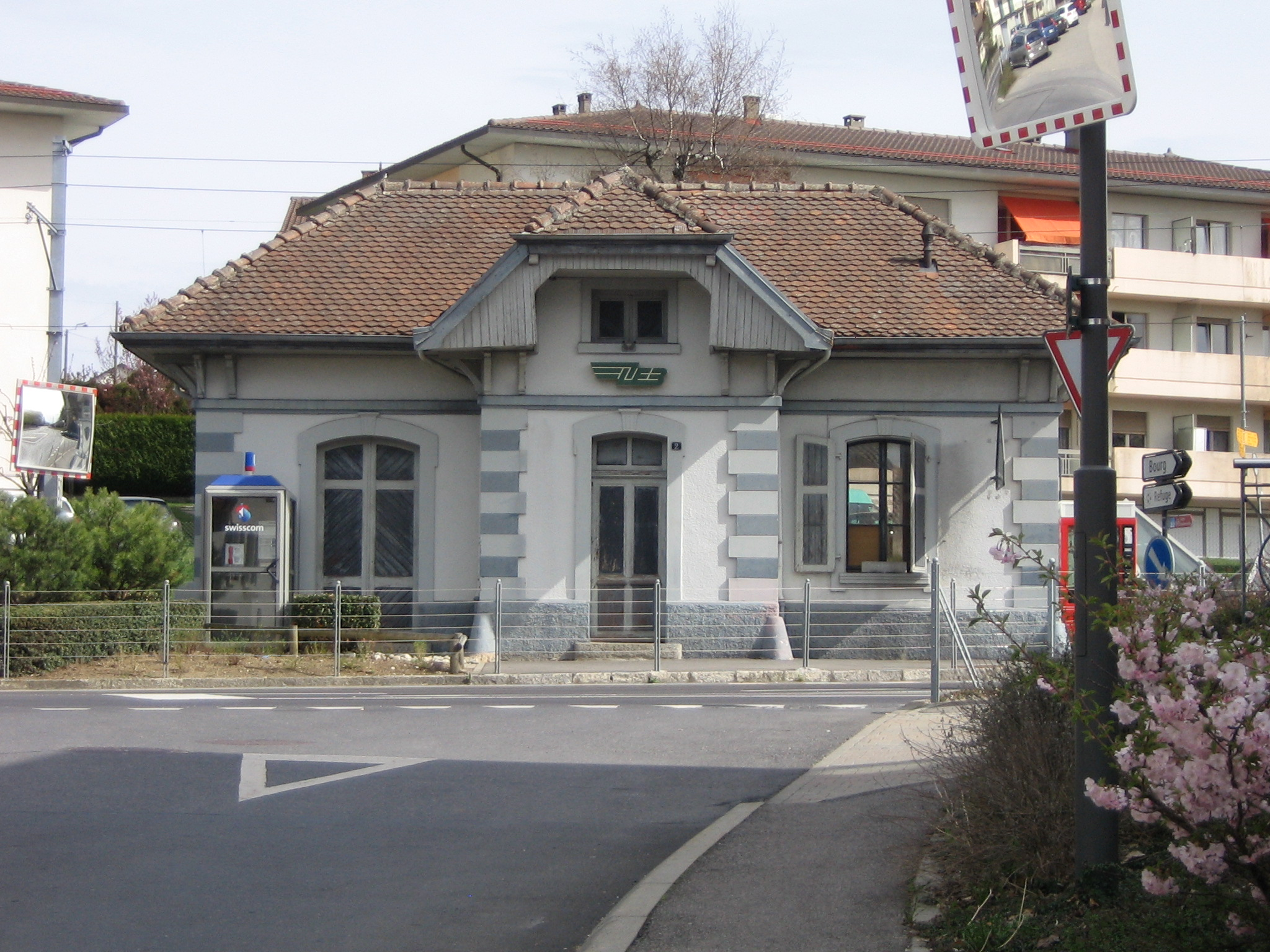
Estación de tren de Etagnières.